# تختي سانجين

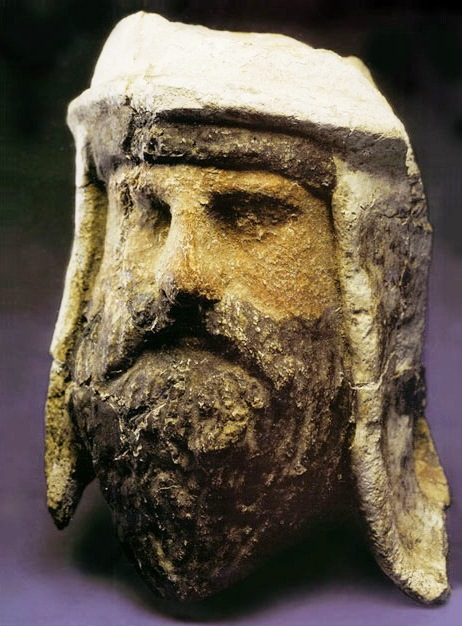
تمثال صنع من الطين والمرمر يعتقد أن يعود عمره إلى القرنين الثاني والثالث قبل الميلاد.

تختي سانجين (بالأوزبكية: Taxti Sangin) بلدة قديمة تقع بالقرب من التقاء نهر فخش مع نهر بانج، تعتبد البلدة مصدر من مصادر نهر جيحون الواقع جنوب طاجيكستان.

## وصف الموقع
يُعتقد أن موقع معبد مملكة إغريقية بخترية يقع في بلدة تختي سانجين والذي يحوي على كنز جيحون (بالفارسية: گنجینه آمودریا)، الذي حفظ كثير من محتوياته في كل من متحف فكتوريا وألبرت والمتحف البريطاني. تعتبر البلدة جزء من بلاد ما وراء النهر وقد بنيت في القرن الثامن قبل الميلاد. يتكون الموقع من قلعة محصنة بالإضافة لما يسمى معبد جيحون.

## موقع تراث عالمي
تم إضافة موقع بلدة تختي سانجين إلى القائمة الأولية للتراث العالمي لليونسكو في 9 نوفمبر 1999 عن الفئة الثقافية.